# Farthingloe
Farthingloe – wieś w Anglii, w hrabstwie Kent, w dystrykcie Dover. Leży 23 km na południowy wschód od miasta Canterbury i 108 km na południowy wschód od centrum Londynu.